# Hilton Cowie
Hilton Cowie (ur. 4 lutego 1967 roku w Mufulira) – południowoafrykański kierowca wyścigowy.

## Kariera
Cowie rozpoczął karierę w wyścigach samochodowych w 1989 roku od startów w Brytyjskiej Formule 3, gdzie jednak nie zdobywał punktów. W późniejszych latach pojawiał się także w stawce Niemieckiej Formuły 3, Brytyjskiej Formuły 2, Formuły 3000, 24-godzinnego wyścigu Le Mans, Formula 3000 Birkin Cars/TVR Invitational Race oraz South African Touring Car Championship.
W Formule 3000 Południowoafrykańczyk został zgłoszony do dwóch wyścigów sezonu 1993 z brytyjską ekipą Automotive Consultancy. Nigdy jednak nie wystartował w wyścigu.